# Agua vitalizada
Se denomina agua vitalizada al agua que, después de pasar por determinados procesos, supuestamente adquiriría propiedades beneficiosas para la salud. Estas propiedades son pseudocientificas y están totalmente descartadas por la comunidad científica, que considera estas prácticas vitalizadoras como supersticiones y/o estafas.

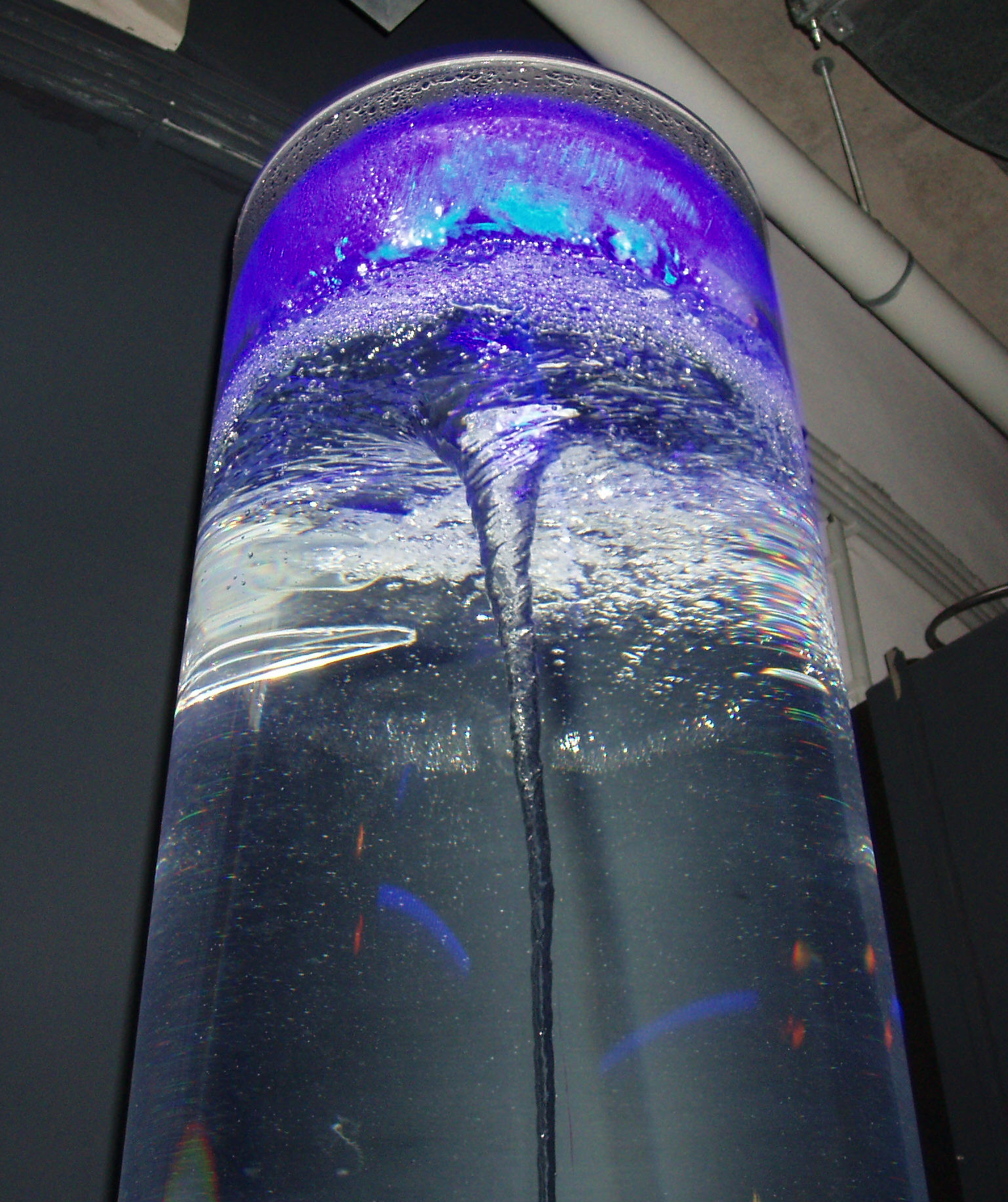
Sog

## Historia
Este término fue bautizado por el investigador austríaco Viktor Schauberger (1885-1958). En el año 1935 patentó el primer aparato para la fabricación de agua de manantial. La idea era devolverle al agua sus "cualidades iniciales". Y el elemento más importante para conseguirlo era, según su opinión, el remolino implosivo. En una línea análoga Theodor Schwenk (1910-1986) escribió ideas similares, en las que parecen inspiradas las actividades del Instituto Herrischreide que sigue realizando análisis según el método Tropfenbild.[cita requerida]
Otras personas promovieron las ideas de Schauberger tras su muerte, como por ejemplo Mu Shik Jhon (1964-2004), que viajó por diversos países presentando sus ideas. Sus propuestas, no recibieron mucha atención hasta que el japonés Masaru Emoto volvió a dar difusión a ese tipo de ideas en sus libros.

## Críticas y controversia
El concepto de agua vitalizada ha sido calificado como pseudociencia y charlatanería por expertos en la materia.
En 2005, la empresa neozelandesa Ecoworld NZ fue condenada por un juzgado del distrito de Hamilton a pagar una multa de 60.000 NZD por "engañar a los consumidores sobre los beneficios de un sistema de tratamiento de agua que no hacía nada para cambiar el agua que supuestamente trataba". La empresa fue condenada además a pagar una indemnización total de 68.000 NZD a los compradores de las "unidades de agua vitalizada de Grander", que se vendieron por precios que oscilaban entre los 1.500 NZD y los 12.000 NZD. En total, la empresa se vio obligada a pagar 136.000 NZD (unos 72.000 €).
En el proceso judicial quedó demostrado que las unidades de tratamiento no tenían ningún mecanismo para tratar o filtrar el agua. Además, los análisis demostraron que no había diferencias apreciables entre el agua supuestamente tratada y la no tratada. La juez afirmó en su auto que la publicidad de Ecoworld NZ «contenía inconsistencias, curanderismo y pseudociencia».
La Directora de la Comisión de Comercio de Nueva Zelanda declaró que «algunas de las afirmaciones hechas sobre el "agua vitalizada" eran extravagantes».